# Rita Bertoni
Rita Bertoni (Milano, 16 gennaio 1982) è un'ex calciatrice italiana, di ruolo difensore.

## Palmarès
- Campionato italiano: 1

Fiammamonza: 2005-2006
- Supercoppa italiana: 1

Fiammamonza: 2006
- Campionato italiano di Serie A2: 1

Como 2000: 2010-2011